# Oujda

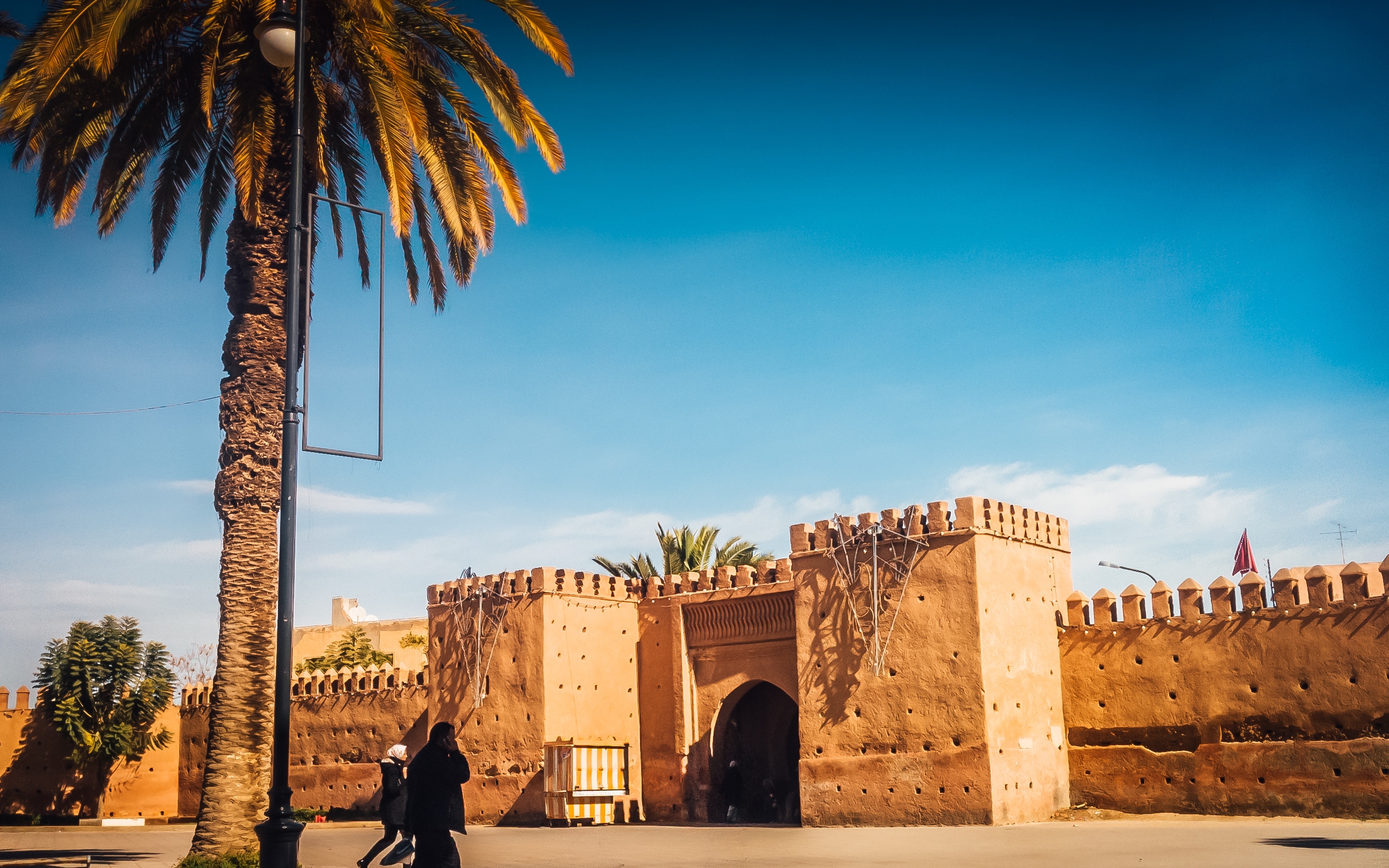
Oujda – Bab Sidi Aïssa

Oujda (arabisch وجدة, DMG Wuǧda; Zentralatlas-Tamazight ⵡⵊⴷⴰ Wejda) ist eine Großstadt im Nordosten Marokkos, nahe der Grenze zu Algerien. Oujda ist mit gut 500.000 Einwohnern (2024), Hauptstadt der Region Oriental und liegt ca. 15 Kilometer westlich der, seit 1994, geschlossenen marokkanisch-algerischen Grenze.
Durch die Nähe zur spanischen Exklave Melilla sowie zu Algerien ist die Stadt regelmäßig ein Zwischenziel von Flüchtlingen bei ihrem Versuch, nach Europa zu gelangen.

## Lage und Klima
Oujda liegt am meist ausgetrockneten Oued Nachef etwa zehn Kilometer westlich der algerischen Grenze und gut 60 Kilometer von den Stränden von Saidia an der Mittelmeerküste entfernt. Die Stadt liegt in einem Talkessel in einer Höhe von etwa 550 bis 600 m und grenzt im Norden an die Beni-Snassen-Berge. Die Entfernung zur nächstgelegenen, jedoch deutlich kleineren marokkanischen Großstadt Nador beträgt etwa 135 km und zur Gemeinde Bni Drar in gleicher Richtung etwa 10 km. Seit dem Jahr 2011 ist Oujda über eine Autobahn von Rabat (ca. 520 km) und Fès (ca. 325 km) aus zu erreichen. Die Landgrenze nach Algerien ist seit dem Jahr 1994 geschlossen. Ungefähr 11 km nördlich der Stadt befindet sich der internationale Flughafen Oujda-Angads. Aufgrund der Höhenlage herrscht in Oujda ein vergleichsweise gemäßigtes Klima: Die jährlichen Durchschnittstemperaturen liegen zwischen 15 °C und 20 °C; im Sommer können allerdings auch Werte von über 35 °C erreicht werden. Die durchschnittliche jährliche Niederschlagsmenge liegt bei ca. 340 mm; sie fällt überwiegend im Winterhalbjahr.

## Bevölkerung
| Jahr      | 1982    | 1994    | 2004    | 2014    | 2024    |
| Einwohner | 260.082 | 357.278 | 400.738 | 494.252 | 506.224 |

Das anhaltende Bevölkerungswachstum resultiert aus der hohen Kinderanzahl (ca. 25 % der Bevölkerung sind unter 18 Jahre alt), aber auch aus der Zuwanderung von Menschen aus den ländlichen Gemeinden der Umgebung.
Die Bevölkerung ist ethnisch gemischt: Neben Arabern bzw. arabisierten Berbern, die vorwiegend in Verwaltungs- und Wirtschaftsberufen tätig sind, gibt es eine Vielzahl von – aus dem Süden Marokkos oder aus dem Rifgebirge zugewanderten – Berbern, die in der Landwirtschaft, der Industrie und als Kleinhändler arbeiten. Viele Oujdis sind allerdings auch nach Europa emigriert – vor allem nach Frankreich, Belgien und Spanien. Das jährliche Bevölkerungswachstum liegt derzeit bei 2,4 %, was auch auf anhaltende Zuwanderung von Migranten aus Südmarokko zurückzuführen ist. Über die Hälfte der Bevölkerung ist jünger als 30 Jahre. Die Arbeitslosigkeit liegt offiziell bei etwa 15 %; die tatsächliche Zahl der Arbeitslosen – vor allem unter Jugendlichen – dürfte um einiges höher sein.
Anders als in den nahegelegenen Städte im Rif, wird in Oujda fast ausschließlich Marokkanisches Arabisch gesprochen.

## Wirtschaft und Wissenschaft
Oujda ist das politische und wirtschaftliche Zentrum Nordostmarokkos. Neben dem innerstädtischen Handel, Handwerk und Dienstleistungsgewerbe gibt es zahlreiche kleinere Industriebetriebe.
In der Stadt befindet sich der Sitz und Campus der Universität Mohammed I.

## Geschichte

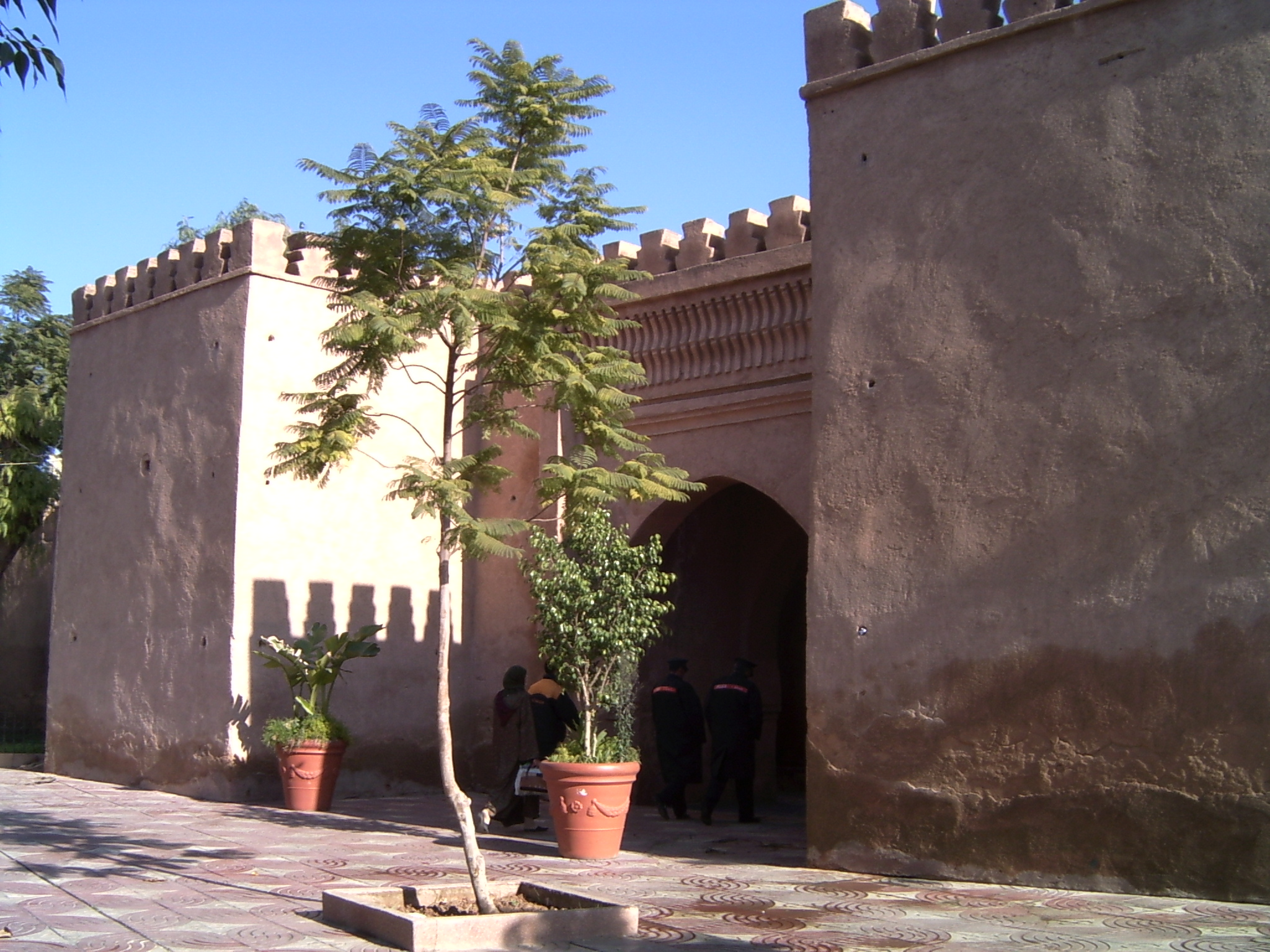
Oujda, altes Stadttor (Bab al-Gharbi)

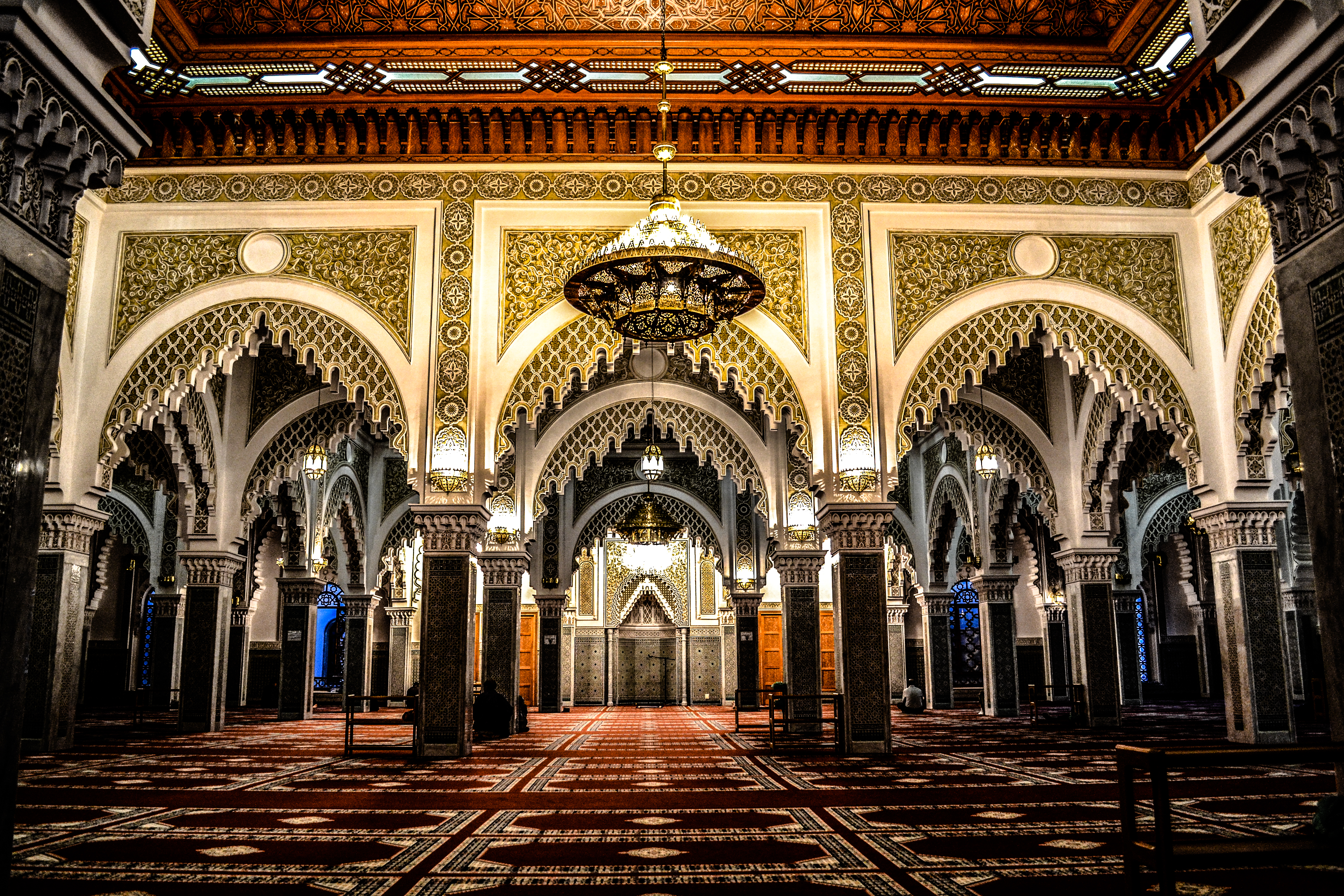
Oujda, Moschee Mohammed VI

Oujda wurde im Jahr 994 gegründet und war die Hauptstadt des Stammes der Zanata-Berber. Im Jahr 1070 fielen die Stadt und ihr Umland an die Almoraviden, die aber schon 1147 von den Almohaden abgelöst wurden. Im Jahr 1271 wurde Oujda von den Meriniden eingenommen und weitgehend zerstört; im Jahr 1296 begann der Wiederaufbau und im Jahr 1335 erhielt die Stadt eine schöne merinidische Koranschule (medersa). Vom 15. bis 17. Jahrhundert stritten marokkanische und algerische Dynastien um die Vorherrschaft; in dieser Zeit erhielt Oujda den Beinamen „Stadt der Angst“ (medinet el haira). Ende des 17. Jahrhunderts fiel die Stadt kurzzeitig an das osmanische Reich, wurde jedoch schon bald wieder von den Soldaten Mulai Ismails eingenommen. In einem Vertrag zwischen Marokko und Algerien aus dem Jahr 1845 wurde die nördliche Grenzlinie beider Länder festgelegt.
Oujda wurde in den Jahren 1844, 1859 und schließlich 1907 von den Franzosen besetzt und diente später als Militärbasis zur Kontrolle des östlichen Teils von Französisch-Marokko. Im Jahr 1948 kam es zu religiös motivierten Pogromen gegen die jüdische Minderheit (sogenannte Pogrome von Oujda und Jerada).
Im Jahr 2018 war Oujda Kulturhauptstadt der Arabischen Welt.

## Stadtbild und Sehenswürdigkeiten
Das Stadtbild ist im Gegensatz zu vielen anderen marokkanischen Städten modern. Oujda hat eine Universität, es ist Verkehrsknotenpunkt und wichtige Handelsstadt. Obwohl der Tourismus kaum eine Rolle spielt, gibt es einige Sehenswürdigkeiten – so beispielsweise die Altstadt (medina) mit dem Bab al-Gharbi (auch Bab Sidi Aïssa genannt) im Westen und dem Bab Sidi Abdelhouahab im Osten, den Markt (suq) und den etwa 20 Hektar großen Parc Lalla Aïcha. Neben der bereits genannten und schön restaurierten Medersa aus den 40er Jahren des 14. Jahrhunderts haben sich auch Teilstücke der mittelalterlichen Stadtmauern aus Stampflehm erhalten. Das im Jahr 1938 von einem reichen Kaufmann erbaute Palais Dar Es Sebti ist für Besucher geöffnet. Außerdem gibt es ein archäologisches Museum der Universität (Musée Universitaire d’Archéologie) und ein Museum zur Völkerkunde (Musée Ethnographique). Die Mosquée Assoltane Moulay Slimane (nach ihrem königlichen Stifter auch Mosquée Mohammed VI genannt) wurde im Jahr 2012 eingeweiht.

## Persönlichkeiten
- Abd al-Aziz Bouteflika (1937–2021), algerischer Präsident (1999–2019)
- Nathalie Delon (1941–2021), französische Schauspielerin
- Maurice Lévy (* 1942), französischer Unternehmer
- Nouria Benghabrit-Remaoun (* 1952), algerische Forscherin und Politikerin
- Daniel Sanchez (* 1953), französischer Fußballspieler
- Gérard Soler (* 1954), französischer Fußballspieler
- Fouad Laroui (* 1958), marokkanischer Schriftsteller, Literaturkritiker und Universitätsdozent
- Michel Qissi (* 1962), US-amerikanischer Schauspieler
- Philippe Casado (1964–1995), französischer Radrennfahrer
- Mohammed Berrajaâ (* 1971), Handballspieler und -trainer
- Yahya Berrabah (* 1981), Weitspringer

## Städtepartnerschaften
- Lille, Frankreich
- Trowbridge, Vereinigtes Königreich